# Olof Thegner
Olof Arvidsson Thegner,  född 25 december 1615 i Tegna by, Vists socken, död 8 mars 1689, var en svensk friherre och ämbetsman. Han var svärfar till bröderna Jacob Gyllenborg och Anders Leijonstedt.

## Biografi

### Tidiga år
Fadern Arvid Olofsson var rättare hos Thure Gabrielsson Oxenstierna. Till sina studier, bland annat vid Uppsala universitet, fick sonen hjälp av familjen  Oxenstierna, men blev trots det en av huvudmännen för det på 1650-talet framträdande reduktionspartiet. År 1654 utnämndes han till geneneralguvernementssekreterare i drottning Kristinas underhållsländer, en befattning han hade till 1657. År 1660 blev han stadssekreterare i Stockholm. År 1666 utnämnd till assessor i Svea hovrätt och 1668 borgmästare i Stockholm samt preses i justitiekollegium. Han var borgarståndets talman vid riksdagarna 1668, 1675, 1678, 1680 och 1682, då den stora reduktionen och enväldet förbereddes.

### Senare år
Han satt med i den förberedande granskningskommission som 1675 tillsattes över förmyndarregeringens förvaltning och i exekutionskommissionen som 1685 fick i uppdrag att undanröja hindren för verkställandet av förmyndarräfstens domar. Adlades 1683 av Karl XI för sina insatser i redutionens genomdrivande. Han utnämndes samma år till vice president i Svea hovrätt, och 1685 till landshövding över Stockholms och Uppsala län. 1687 upphöjdes han till friherrlig värdighet, samtidigt som en medalj slogs över honom. Thegner innehade landshövdingesysslan ända fram till sin död.